# John Banaszak

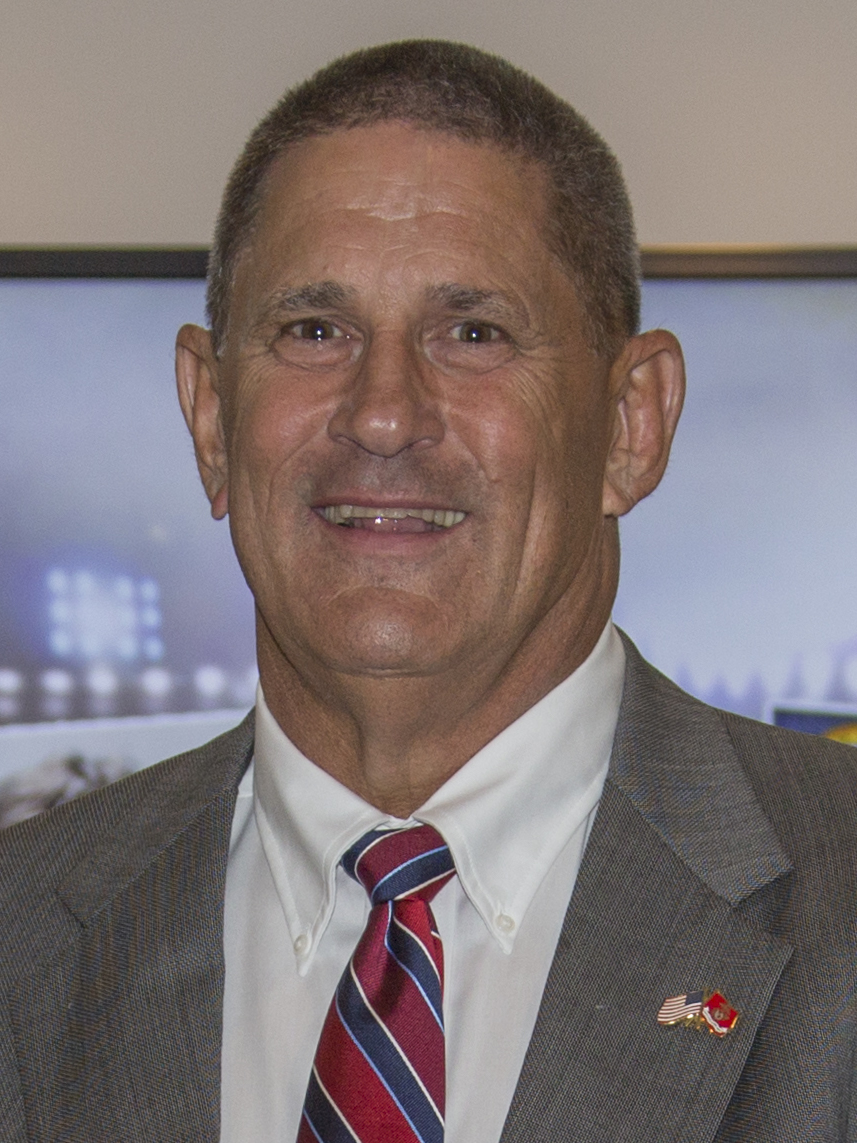
John Banaszak em 2017.

John Banaszak é um ex-jogador profissional de futebol americano estadunidense.

## Carreira
John Banaszak foi campeão da temporada de 1979 da National Football League jogando pelo Pittsburgh Steelers.